# 1996년 한국시리즈
1996년 프로야구 한국시리즈는 10월 16일부터 23일까지 모두 6차전을 치러서, 해태 타이거즈가 현대 유니콘스를 4승 2패로 누르고 우승을 차지했다. 한국시리즈 MVP는 5경기 출장하여 2승 1세이브를 기록한 해태의 이강철이 차지했다.

## 정규 시즌
| 순위 | 구단   | 승 | 무 | 패 | 승률  | 승차 |
| ---- | ------ | -- | -- | -- | ----- | ---- |
| 1위  | 해태   | 73 | 2  | 51 | 0.587 | 0.0  |
| 2위  | 쌍방울 | 70 | 2  | 54 | 0.563 | 3.0  |
| 3위  | 한화   | 70 | 1  | 55 | 0.560 | 3.5  |
| 4위  | 현대   | 67 | 5  | 54 | 0.552 | 5.5  |
| 5위  | 롯데   | 57 | 6  | 63 | 0.476 | 15.0 |
| 6위  | 삼성   | 54 | 5  | 67 | 0.448 | 18.5 |
| 7위  | LG     | 50 | 5  | 71 | 0.417 | 22.5 |
| 8위  | OB     | 47 | 6  | 73 | 0.397 | 25.0 |

## 플레이오프 결과
|               | 승리팀             | 경기 결과 | 상대팀               |
| ------------- | ------------------ | --------- | -------------------- |
| 준 플레이오프 | 현대 유니콘스(4위) | 2 - 0 - 0 | 한화 이글스(3위)     |
| 플레이오프    | 현대 유니콘스(4위) | 3 - 0 - 2 | 쌍방울 레이더스(2위) |

태평양 돌핀스를 인수한 첫 해에 4위로 플레이오프에 진출한 현대는 3위 한화 이글스를 맞아 준 플레이오프를 치렀다. 현대는 1차전엔 대량득점으로, 비로 인해 이틀이나 지연된 2차전에는 역전승을 거두며 2전 전승으로 플레이오프에 진출했다. 준 플레이오프 MVP는 김인호에게 돌아갔다.
현대는 플레이오프 상대로 쌍방울 레이더스를 만났다. 1,2차전을 내리 내준 현대는 한국시리즈 진출이 사실상 좌절된듯 보였다. 하지만 현대는 남은 3경기를 모두 승리하며 극적으로 한국시리즈에 진출하게 되었다. 플레이오프 MVP로는 3,5차전에 선발로 나서 좋은 피칭으로 팀 승리에 공헌한 최창호에게 돌아갔다.

## 한국시리즈 경기 결과

### 1차전
10월 16일 - 광주무등경기장 야구장
| 팀 | 1 | 2 | 3 | 4 | 5 | 6 | 7 | 8 | 9 | R | H  | E |
| 현대 유니콘스 | 0 | 2 | 0 | 0 | 0 | 0 | 1 | 0 | 0 | 3 | 0  | - |
| 해태 타이거즈 | 2 | 2 | 1 | 0 | 3 | 0 | 0 | 0 | X | 8 | 10 | - |
| 승리 투수: 이대진 패전 투수: 위재영 세이브: 김정수 홈런: 현대 – 김경기 (2회 2점), 박재홍 (7회 1점) 해태 – 홍현우 (1회 2점), 박재용 (2회 1점), 최해식 (5회 3점) |   |   |   |   |   |   |   |   |   |   |    |   |

- 시구 : 송언종 광주광역시장 / 시타 : 장형식 (광주 무남초등학교 6학년)

초반부터 해태가 몰아쳤고 현대가 2회에 김경기의 홈런으로 따라잡았으나 5회말에 해태 포수였던 최해식의 쓰리런홈런으로 경기가 판가름난다
한편 해태투수인 이대진은 짠물투로 활약했으며 마무리로 등판한 김정수가 마무리하며 경기를 마무리 한다.

### 2차전
10월 17일 - 광주무등경기장 야구장
| 팀                                                                 | 1 | 2 | 3 | 4 | 5 | 6 | 7 | 8 | 9 | 10 | 11 | R | H | E |
| 현대 유니콘스                                                      | 0 | 0 | 0 | 0 | 0 | 1 | 0 | 0 | 0 | 0  | 1  | 2 | 7 | - |
| 해태 타이거즈                                                      | 0 | 0 | 1 | 0 | 0 | 0 | 0 | 0 | 0 | 0  | 0  | 1 | 4 | - |
| 승리 투수: 조웅천 패전 투수: 김정수 홈런: 현대 – 이숭용 (6회 솔로) |   |   |   |   |   |   |   |   |   |    |    |   |   |   |

- 시구 : 여홍철 (1996 애틀랜타 올림픽 체조 동메달리스트)

11회초 권준헌이 친 타구 이종범의 실책으로 득점. 11회말 조웅천의 마무리

### 3차전
10월 19일 - 숭의야구장
| 팀                                  | 1 | 2 | 3 | 4 | 5 | 6 | 7 | 8 | 9 | R | H | E |
| 해태 타이거즈                       | 0 | 0 | 0 | 0 | 2 | 0 | 0 | 0 | 3 | 5 | 4 | 1 |
| 현대 유니콘스                       | 0 | 0 | 0 | 0 | 0 | 0 | 0 | 0 | 0 | 0 | 6 | 1 |
| 승리 투수: 이강철 패전 투수: 위재영 |   |   |   |   |   |   |   |   |   |   |   |   |

해태 이강철의 완봉승
해태는 5회 대타 이경복의 2타점 2루타를 쳤고 9회 3점을 기록하면서 승리하였다.

### 4차전
10월 20일 - 숭의야구장
| 팀                                  | 1 | 2 | 3 | 4 | 5 | 6 | 7 | 8 | 9 | R | H | E |
| 해태 타이거즈                       | 0 | 0 | 0 | 0 | 0 | 0 | 0 | 0 | 0 | 0 | 0 | - |
| 현대 유니콘스                       | 0 | 0 | 0 | 0 | 0 | 0 | 0 | 4 | X | 4 | 7 | - |
| 승리 투수: 정명원 패전 투수: 이대진 |   |   |   |   |   |   |   |   |   |   |   |   |

- 시구 : 황영조 (1992 바르셀로나 올림픽 마라톤 금메달리스트)
- 현대 정명원, 한국시리즈 사상 첫 노히트 노런 (무안타 3사사구 9탈삼진)
- 특이사항 겨우 5경기만 출장한 신인 포수 김형남과 배터리 호흡을 맞추었다.

### 5차전
10월 22일 - 서울종합운동장 야구장
| 팀                                                                               | 1 | 2 | 3 | 4 | 5 | 6 | 7 | 8 | 9 | R | H | E |
| 현대 유니콘스                                                                    | 0 | 0 | 0 | 0 | 1 | 0 | 0 | 0 | 0 | 1 | 6 | - |
| 해태 타이거즈                                                                    | 0 | 0 | 3 | 0 | 0 | 0 | 0 | 0 | X | 3 | 9 | - |
| 승리 투수: 조계현 패전 투수: 정민태 세이브: 이강철 홈런: 해태 – 이호성 (3회 2점) |   |   |   |   |   |   |   |   |   |   |   |   |

### 6차전
10월 23일 - 서울종합운동장 야구장
| 팀                                                                               | 1 | 2 | 3 | 4 | 5 | 6 | 7 | 8 | 9 | R | H  | E |
| 해태 타이거즈                                                                    | 1 | 0 | 0 | 2 | 0 | 0 | 0 | 0 | 2 | 5 | 13 | - |
| 현대 유니콘스                                                                    | 0 | 1 | 0 | 0 | 0 | 0 | 1 | 0 | 0 | 2 | 6  | - |
| 승리 투수: 이강철 패전 투수: 정명원 세이브: 이대진 홈런: 현대 – 김경기 (2회 1점) |   |   |   |   |   |   |   |   |   |   |    |   |

## 방송 중계

### TV
| 방송 채널 | 캐스터(한국시리즈 차전) | 해설위원             | 비고  |
| --------- | ----------------------- | -------------------- | ----- |
| KBS 1TV   | 정도영(2·5)             | 하일성               | [ 1 ] |
| MBC TV    | 양진수(1·4)             | 김소식(1), 허구연(4) |       |
| SBS TV    | 유협(3·6)               | 정동진               |       |

### 라디오
| 방송 채널     | 캐스터(한국시리즈 차전)           | 해설위원 | 비고 |
| ------------- | --------------------------------- | -------- | ---- |
| KBS 제2라디오 | 유수호(1), 김재영(3), 유수호(4·6) | 이광권   |      |
| MBC 표준FM    | 한광섭(6)                         | 김소식   |      |